# HD39082
HD39082 — хімічно пекулярна зоря спектрального класу B9, що має видиму зоряну величину в смузі V приблизно  7,4.
Вона  розташована на відстані близько 500,2 світлових років від Сонця.

## Пекулярний хімічний вміст
Зоряна атмосфера HD39082 має підвищений вміст 
Cr
.